# Dionisio I di Siracusa
( Dante, Inferno, XII, 107.)
Dionìsio I o Dionigi di Siracusa, detto il Vecchio o anche il Grande (in greco antico: Διονύσιος?, Dionýsios; Siracusa, 430 a.C. – 367 a.C.) è stato un militare e politico siracusano, tiranno di Siracusa e tragediografo.
Egli riuscì, salendo al potere, ad abbattere la democrazia che si era instaurata in Siracusa nel 465 a.C., anno della morte di Trasibulo, l'ultimo tiranno della dinastia dei Dinomenidi. La scelta politica di Dionisio perseguiva quella di Gelone I, vissuto un'ottantina d'anni prima; pertanto, non sorprende che per lui sia stato «il riso della Sicilia» . 
Dionisio fu a capo dell'esercito di Siracusa e degli alleati durante le guerre greco-puniche (in particolare la terza e la quarta). I successi riportati su questo fronte, unitamente ai risultati conseguiti nella guerra contro la lega italiota, portarono al completo assoggettamento della Sicilia a Siracusa con la sola esclusione della parte nord-occidentale dell'isola, ancora in mano cartaginese. Questa nuova entità statale, inizialmente denominata "Arcontato di Sicilia", pur avendo attraversate convulse fasi di cambio di regime ed essendo stata trasformata in "Regno di Sicilia" soltanto da Agatocle, perdurò sino alla conquista romana di Siracusa del 212 a.C. .
La tirannide di Dionisio, uomo di cultura e gran mecenate, portò svariate novità in àmbito culturale: la sua corte ospitò personalità come Platone (388 a.C.), Eschine Socratico, Filosseno e Aristippo di Cirene, senza contare i numerosi artigiani e studiosi che accolse. Quanto alla sua genialità politica, si racconta che Publio Scipione l'Africano, essendogli stato domandato quali fossero, a suo dire, i nomi degli uomini più abili e più intelligentemente coraggiosi, avrebbe risposto: «I sicelioti Agatocle e Dionisio». Cionondimeno, Dionisio di Siracusa è a tutt'oggi ricordato come esempio della crudeltà che un tiranno può raggiungere: dei molti aneddoti riguardanti la sua efferatezza, la maggior parte è raccolta nelle Tusculanae disputationes di Cicerone e nei Moralia di Plutarco. 

## Fonti e storiografia su Dionisio

### Le fonti primarie

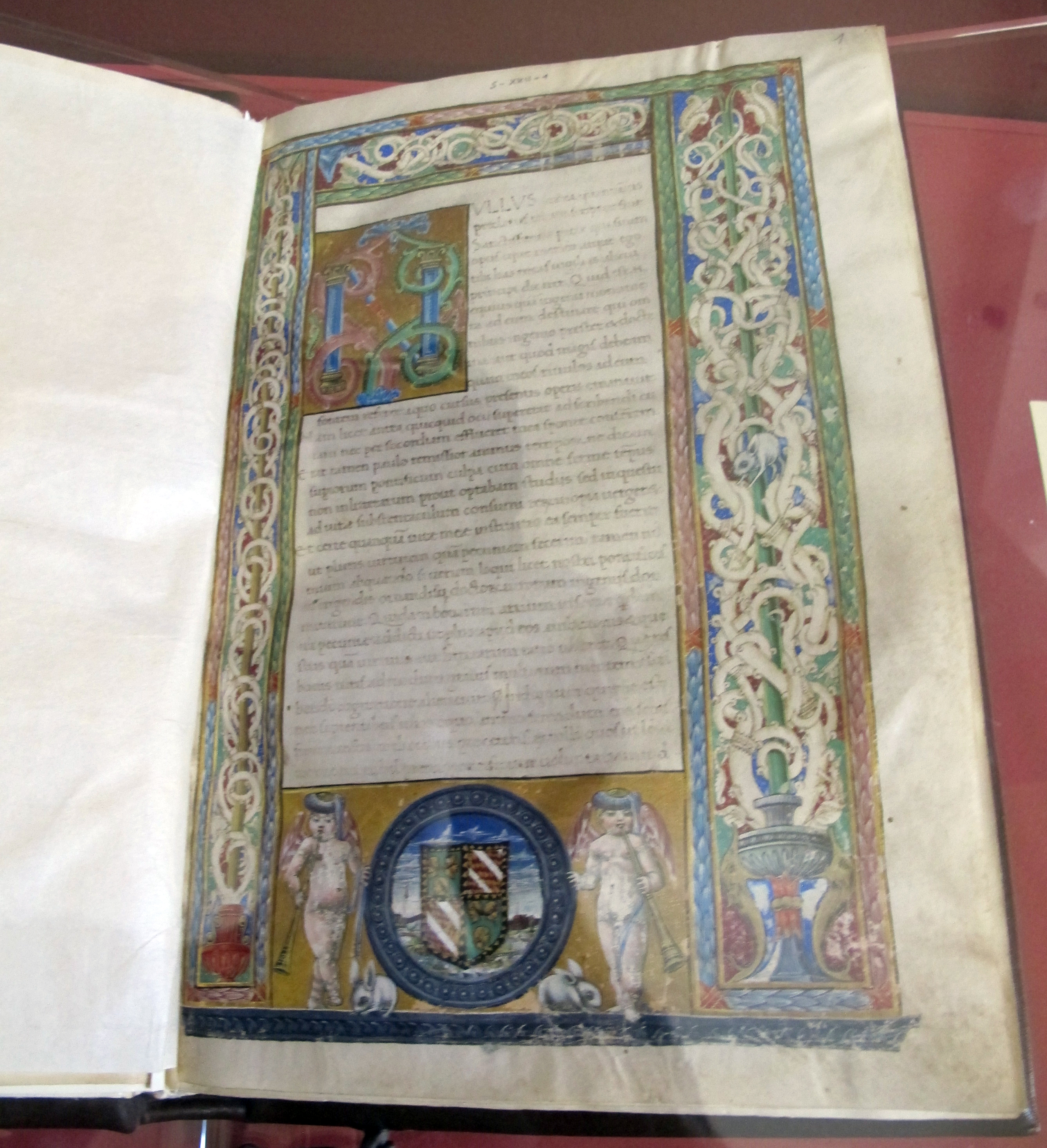
Incipit miniato di un codice di Diodoro Siculo latinizzato da Poggio Bracciolini (Biblioteca Malatestiana, ms. S.XXII.1)

Il problema delle fonti su Dionisio si fa sentire, soprattutto, nel periodo della sua ascesa politica, di cui non si conoscono bene le vicende e durante i primi anni della sua vita (che si pensa siano stati interpolati). La maggior parte delle informazioni a noi rimaste sul tiranno si riprendono dalla Bibliotheca historica di Diodoro Siculo, che costituisce la fonte principale sulla sua biografia. Diodoro però visse più di tre secoli dopo l'ascesa del tiranno e perciò dovette recepire le informazioni da altri autori: tra i quali Filisto di Siracusa e Timeo di Tauromenio. Come fonte attendibile si potrebbero considerare i Sikelikà di Filisto (anche se egli era un «uomo amico non tanto di un tiranno quanto dei tiranni»). Lo storiografo, a differenza degli altri, visse nei meandri della corte di Dionisio, dove ricoprì cariche al suo servizio. Le restanti fonti non sono per niente omogenee, esse, purtroppo, si ritrovano in una miriade di opere dalle quali gli autori non sempre sono attendibili, aspetto che rende ancora più complicata la ricerca sulla controversa posizione storica di Dionisio.

### Considerazioni moderne
(Petrarca, Trionfi, 102-105)
Con queste premesse l'aspetto negativo di testimonianze che si sono legate alla personalità di Dionisio «è che non si può né prestarvi fede, né rettificarle, né rifiutarle completamente»; così nota Moses I. Finley. Infatti, vicino alla figura del tiranno e alla continua crescita della sua fama, corrispose anche una diffusione o una creazione nel tempo di opinioni su di lui, controbilanciate da riflessioni fatte a priori, da idee e luoghi comuni che la figura di Dionisio (e quella del tiranno in particolare, all'insegna di una Grecia del IV secolo che ha già affrontato le tirannidi e sperimentato i lati negativi) ritraeva. Dionisio è dagli studiosi moderni trattato, a livello biografico, con estrema cautela; in questo frangente «l'unico procedimento sicuro consiste nel rinunciare al tentativo di penetrare la sua personalità e di non allontanarsi dalla linea pura e semplice dei fatti». Quasi tutte le testimonianze di questo genere infatti, pur provenendo da autori come Cicerone o Plutarco, non sono mai state riprodotte né confermate da altri autori, motivo per il quale la tendenza a non abusare troppo del loro significato storico è giustificata proprio da questo fatto, cioè dalla paura che le asserzioni siano false o rimodellate data le scarsezza di altre fonti in cui si possa trovare la conferma.

## Contesto storico predionisiano

### Situazione storico-politica (424-405 a.C.)

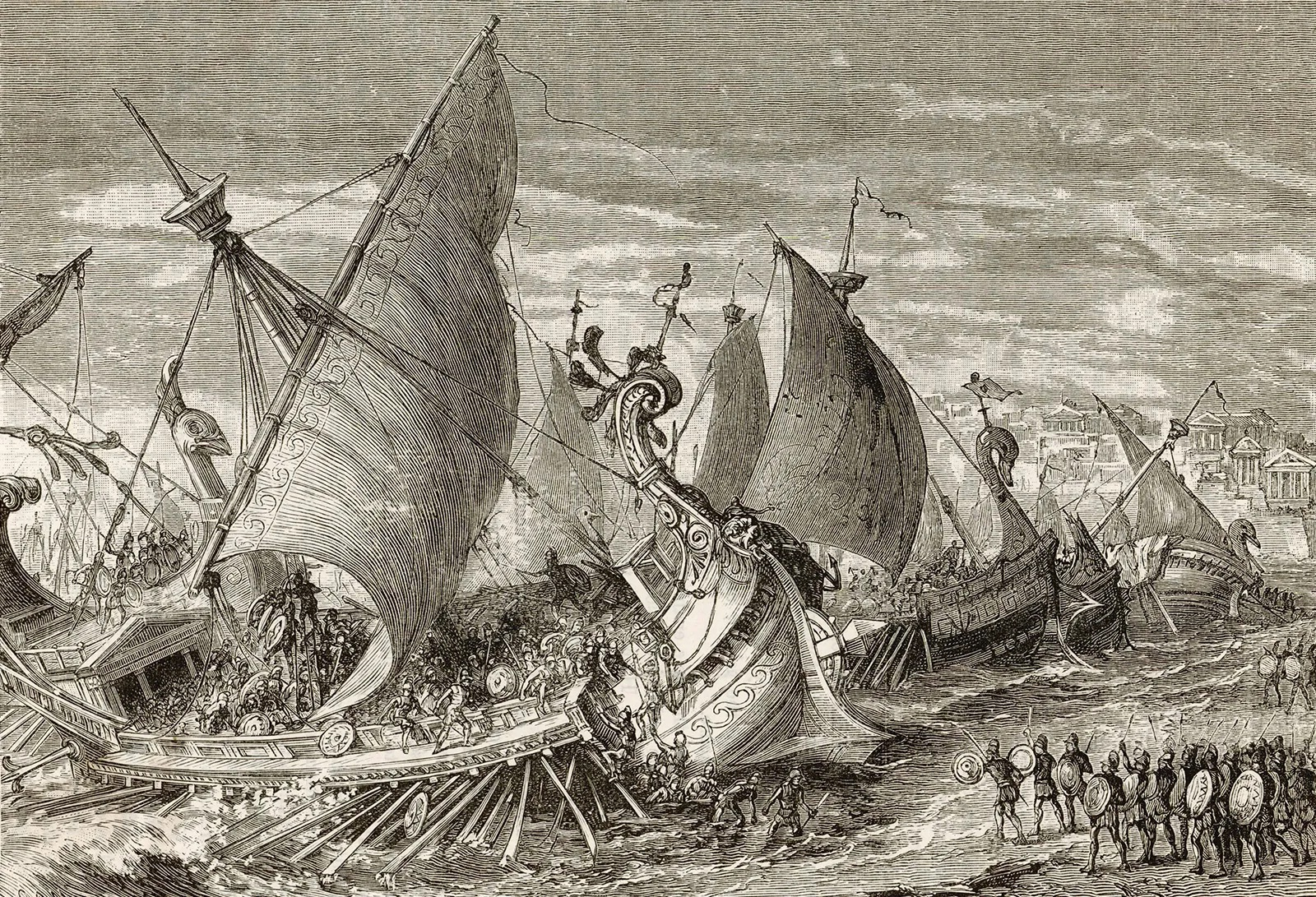
Battaglia navale tra i Sicelioti Siracusani e Ateniesi

Intorno al 424 a.C. Ermocrate di Ermone, con abili mosse diplomatiche, riuscì nel suo intento di unire tutte le poleis siceliote celebrando il Congresso di Gela (al quale parteciparono pure alcuni rappresentanti dei Siculi) col quale tutti i Sicelioti erano tenuti a non attaccare né saccheggiare nessuno in previsione di un coinvolgimento della Sicilia nel conflitto, passato alla storia col nome di guerra del Peloponneso, che ormai tendeva a uscire dai ristretti limiti della Grecia. Secondo Marco Giuniano Giustino, epitomatore di Pompeo Trogo, la pace sarà poi da Dionisio ritenuta «dannosa al suo regno [...] e pericolosa l'inoperosità di un così grande esercito»; probabilmente Dionisio aveva come esempio di tale tregua proprio il Congresso di Gela che, tra l'altro, aveva sancito il principio "né Dori, né Ioni ma Sicelioti".
La spedizione ateniese del 415 a.C. in Sicilia, mise alla prova le difese di Siracusa che, nonostante i primi sussulti, riuscì a prevalere sugli invasori e a cambiare la politeia ("costituzione") rinvigorendo la propria democrazia. Fu sul finire del V secolo a.C., durante le pressioni interne dovute alla lotta fra Ermocrate e Diocle di Siracusa (scontro che finì con la fuga del primo e l'esilio dell'altro) e l'inizio delle invasioni puniche (409 a.C.), che gli abitanti di Siracusa si resero conto del prestigio perduto, ormai, la città contava poco a livello politico-militare in Sicilia. La situazione di debolezza, quindi, scaraventò le sue conseguenze e ripose le colpe a dispetto della democrazia che, invece, era uscita quasi illesa dalla guerra, ma aveva perso consensi tra il popolo. Le rimostranze, però, non favorirono in alcun modo gli oppositori alla democrazia, dato che i cittadini mostravano la voglia di essere indipendenti e di non sottomettersi a nessuno; la forza sarebbe stata ancora la principale arma di un qualsiasi pretendente al potere. Le vane resistenze di Diocle contro gli invasori punici inasprirono quei sentimenti di odio tra i cittadini che pure avevano apprezzato il suo operato e, in particolare, le leggi dioclee.
Un primo tentativo di imporre una tirannide si ebbe già con Ermocrate che saccheggiò vari territori sotto il dominio dell'epicrazia cartaginese, in tal modo riuscì a riguadagnare, in parte, il vecchio prestigio che aveva perso con l'esilio del 409 a.C. Il successivo colpo di Stato non si fece attendere, ma fallì.

## Biografia

### Albero genealogico
Di seguito è rappresentato l'albero genealogico della famiglia di Dionisio. Le linee continue rappresentano i normali legami di discendenza, mentre le linee punteggiate rappresentano i legami matrimoniali.
|            |            |            |            |            |            |            |            |                        |                        |                        |                        |                        |                        |          |          |                |                |                |                |                |                |  |  |           |           |           |           |           |           |  |  | Ermocrito |  |              |              |                   |                   |                     |                     |                     |                     |                     |                     |           |           |           |           |           |           |  |  |           |           |           |           |           |           |  |  |  |  |         |         |         |         |         |         |  |  |  |  |  |  |  |  |  |  |  |  |
|            |            |            |            |            |            |            |            |                        |                        |                        |                        |                        |                        |          |          |                |                |                |                |                |                |  |  |           |           |           |           |           |           |  |  |           |  |              |              |                   |                   |                     |                     |                     |                     |                     |                     |           |           |           |           |           |           |  |  |           |           |           |           |           |           |  |  |  |  |         |         |         |         |         |         |  |  |  |  |  |  |  |  |  |  |  |  |
|            |            |            |            |            |            |            |            |                        |                        |                        |                        |                        |                        |          |          |                |                |                |                |                |                |  |  |           |           |           |           |           |           |  |  |           |  |              |              |                   |                   |                     |                     |                     |                     |                     |                     |           |           |           |           |           |           |  |  |           |           |           |           |           |           |  |  |  |  |         |         |         |         |         |         |  |  |  |  |  |  |  |  |  |  |  |  |
|            |            |            |            |            |            |            |            | Teste                  | Teste                  | Teste                  | Teste                  | Teste                  | Teste                  |          |          | Polisseno      | Polisseno      | Polisseno      | Polisseno      | Polisseno      | Polisseno      |  |  |           |           |           |           |           |           |  |  |           |  |              |              |                   |                   | Tearide (sp. Arete) | Tearide (sp. Arete) | Tearide (sp. Arete) | Tearide (sp. Arete) | Tearide (sp. Arete) | Tearide (sp. Arete) |           |           |           |           |           |           |  |  |           |           |           |           |           |           |  |  |  |  |         |         |         |         |         |         |  |  |  |  |  |  |  |  |  |  |  |  |
|            |            |            |            |            |            |            |            | Teste                  | Teste                  | Teste                  | Teste                  | Teste                  | Teste                  |          |          | Polisseno      | Polisseno      | Polisseno      | Polisseno      | Polisseno      | Polisseno      |  |  |           |           |           |           |           |           |  |  |           |  |              |              |                   |                   | Tearide (sp. Arete) | Tearide (sp. Arete) | Tearide (sp. Arete) | Tearide (sp. Arete) | Tearide (sp. Arete) | Tearide (sp. Arete) |           |           |           |           |           |           |  |  |           |           |           |           |           |           |  |  |  |  |         |         |         |         |         |         |  |  |  |  |  |  |  |  |  |  |  |  |
|            |            |            |            |            |            |            |            |                        |                        |                        |                        |                        |                        |          |          |                |                |                |                |                |                |  |  |           |           |           |           |           |           |  |  |           |  |              |              |                   |                   |                     |                     |                     |                     |                     |                     |           |           |           |           |           |           |  |  |           |           |           |           |           |           |  |  |  |  |         |         |         |         |         |         |  |  |  |  |  |  |  |  |  |  |  |  |
|            |            |            |            |            |            |            |            |                        |                        |                        |                        |                        |                        |          |          | Ipparino       |                |                |                |                |                |  |  |           |           |           |           |           |           |  |  |           |  |              |              |                   |                   |                     |                     |                     |                     |                     |                     |           |           |           |           |           |           |  |  |           |           |           |           |           |           |  |  |  |  |         |         |         |         |         |         |  |  |  |  |  |  |  |  |  |  |  |  |
|            |            |            |            |            |            |            |            |                        |                        |                        |                        |                        |                        |          |          |                |                |                |                |                |                |  |  |           |           |           |           |           |           |  |  |           |  |              |              |                   |                   |                     |                     |                     |                     |                     |                     |           |           |           |           |           |           |  |  |           |           |           |           |           |           |  |  |  |  |         |         |         |         |         |         |  |  |  |  |  |  |  |  |  |  |  |  |
|            |            |            |            |            |            |            |            |                        |                        |                        |                        |                        |                        |          |          |                |                |                |                |                |                |  |  |           |           |           |           |           |           |  |  |           |  |              |              |                   |                   |                     |                     |                     |                     |                     |                     |           |           |           |           |           |           |  |  |           |           |           |           |           |           |  |  |  |  |         |         |         |         |         |         |  |  |  |  |  |  |  |  |  |  |  |  |
|            |            |            |            |            |            |            |            |                        |                        |                        |                        |                        |                        |          |          |                |                |                |                |                |                |  |  |           |           |           |           |           |           |  |  |           |  |              |              |                   |                   |                     |                     |                     |                     |                     |                     |           |           |           |           |           |           |  |  |           |           |           |           |           |           |  |  |  |  |         |         |         |         |         |         |  |  |  |  |  |  |  |  |  |  |  |  |
|            |            |            |            |            |            |            |            |                        |                        |                        |                        |                        |                        |          |          |                |                |                |                |                |                |  |  |           |           |           |           |           |           |  |  |           |  |              |              |                   |                   |                     |                     |                     |                     |                     |                     |           |           |           |           |           |           |  |  |           |           |           |           |           |           |  |  |  |  |         |         |         |         |         |         |  |  |  |  |  |  |  |  |  |  |  |  |
| Dionisio I | Dionisio I | Dionisio I | Dionisio I | Dionisio I | Dionisio I |            |            | 1. figlia di Ermocrate | 1. figlia di Ermocrate | 1. figlia di Ermocrate | 1. figlia di Ermocrate | 1. figlia di Ermocrate | 1. figlia di Ermocrate |          |          | 2. Aristomache | 2. Aristomache | 2. Aristomache | 2. Aristomache | 2. Aristomache | 2. Aristomache |  |  | 3. Doride | 3. Doride | 3. Doride | 3. Doride | 3. Doride | 3. Doride |  |  |           |  |              |              | Dione (sp. Arete) | Dione (sp. Arete) | Dione (sp. Arete)   | Dione (sp. Arete)   | Dione (sp. Arete)   | Dione (sp. Arete)   |                     |                     | Megacle   | Megacle   | Megacle   | Megacle   | Megacle   | Megacle   |  |  |           |           |           |           |           |           |  |  |  |  |         |         |         |         |         |         |  |  |  |  |  |  |  |  |  |  |  |  |
| Dionisio I | Dionisio I | Dionisio I | Dionisio I | Dionisio I | Dionisio I |            |            | 1. figlia di Ermocrate | 1. figlia di Ermocrate | 1. figlia di Ermocrate | 1. figlia di Ermocrate | 1. figlia di Ermocrate | 1. figlia di Ermocrate |          |          | 2. Aristomache | 2. Aristomache | 2. Aristomache | 2. Aristomache | 2. Aristomache | 2. Aristomache |  |  | 3. Doride | 3. Doride | 3. Doride | 3. Doride | 3. Doride | 3. Doride |  |  |           |  |              |              | Dione (sp. Arete) | Dione (sp. Arete) | Dione (sp. Arete)   | Dione (sp. Arete)   | Dione (sp. Arete)   | Dione (sp. Arete)   |                     |                     | Megacle   | Megacle   | Megacle   | Megacle   | Megacle   | Megacle   |  |  |           |           |           |           |           |           |  |  |  |  |         |         |         |         |         |         |  |  |  |  |  |  |  |  |  |  |  |  |
|            |            |            |            |            |            |            |            |                        |                        |                        |                        |                        |                        |          |          |                |                |                |                |                |                |  |  |           |           |           |           |           |           |  |  |           |  |              |              |                   |                   |                     |                     |                     |                     |                     |                     |           |           |           |           |           |           |  |  |           |           |           |           |           |           |  |  |  |  |         |         |         |         |         |         |  |  |  |  |  |  |  |  |  |  |  |  |
|            |            |            |            |            |            |            |            |                        |                        |                        |                        |                        |                        |          |          |                |                |                |                |                |                |  |  |           |           |           |           |           |           |  |  |           |  |              |              |                   |                   |                     |                     |                     |                     |                     |                     |           |           |           |           |           |           |  |  |           |           |           |           |           |           |  |  |  |  |         |         |         |         |         |         |  |  |  |  |  |  |  |  |  |  |  |  |
|            |            |            |            |            |            |            |            |                        |                        |                        |                        |                        |                        |          |          |                |                |                |                |                |                |  |  |           |           |           |           |           |           |  |  |           |  |              |              |                   |                   |                     |                     |                     |                     |                     |                     |           |           |           |           |           |           |  |  |           |           |           |           |           |           |  |  |  |  |         |         |         |         |         |         |  |  |  |  |  |  |  |  |  |  |  |  |
|            |            |            |            |            |            |            |            |                        |                        |                        |                        |                        |                        |          |          |                |                |                |                |                |                |  |  |           |           |           |           |           |           |  |  |           |  |              |              |                   |                   |                     |                     |                     |                     |                     |                     |           |           |           |           |           |           |  |  |           |           |           |           |           |           |  |  |  |  |         |         |         |         |         |         |  |  |  |  |  |  |  |  |  |  |  |  |
|            |            |            |            |            |            |            |            |                        |                        |                        |                        |                        |                        |          |          |                |                |                |                |                |                |  |  |           |           |           |           |           |           |  |  |           |  |              |              |                   |                   |                     |                     |                     |                     |                     |                     |           |           |           |           |           |           |  |  |           |           |           |           |           |           |  |  |  |  |         |         |         |         |         |         |  |  |  |  |  |  |  |  |  |  |  |  |
|            |            |            |            |            |            |            |            |                        |                        |                        |                        |                        |                        |          |          |                |                |                |                |                |                |  |  | Sofrosine | Sofrosine | Sofrosine | Sofrosine | Sofrosine | Sofrosine |  |  |           |  |              |              | Dionisio II       | Dionisio II       | Dionisio II         | Dionisio II         | Dionisio II         | Dionisio II         |                     |                     | Ermocrito | Ermocrito | Ermocrito | Ermocrito | Ermocrito | Ermocrito |  |  | Diceosine | Diceosine | Diceosine | Diceosine | Diceosine | Diceosine |  |  |  |  | Leptine | Leptine | Leptine | Leptine | Leptine | Leptine |  |  |  |  |  |  |  |  |  |  |  |  |
|            |            |            |            |            |            |            |            |                        |                        |                        |                        |                        |                        |          |          |                |                |                |                |                |                |  |  | Sofrosine | Sofrosine | Sofrosine | Sofrosine | Sofrosine | Sofrosine |  |  |           |  |              |              | Dionisio II       | Dionisio II       | Dionisio II         | Dionisio II         | Dionisio II         | Dionisio II         |                     |                     | Ermocrito | Ermocrito | Ermocrito | Ermocrito | Ermocrito | Ermocrito |  |  | Diceosine | Diceosine | Diceosine | Diceosine | Diceosine | Diceosine |  |  |  |  | Leptine | Leptine | Leptine | Leptine | Leptine | Leptine |  |  |  |  |  |  |  |  |  |  |  |  |
|            |            |            |            |            |            |            |            |                        |                        |                        |                        |                        |                        |          |          |                |                |                |                |                |                |  |  |           |           |           |           |           |           |  |  |           |  |              |              |                   |                   |                     |                     |                     |                     |                     |                     |           |           |           |           |           |           |  |  |           |           |           |           |           |           |  |  |  |  |         |         |         |         |         |         |  |  |  |  |  |  |  |  |  |  |  |  |
|            |            |            |            |            |            |            |            |                        |                        |                        |                        |                        |                        |          |          |                |                |                |                |                |                |  |  |           |           |           |           |           |           |  |  |           |  |              |              |                   |                   |                     |                     |                     |                     |                     |                     |           |           |           |           |           |           |  |  |           |           |           |           |           |           |  |  |  |  |         |         |         |         |         |         |  |  |  |  |  |  |  |  |  |  |  |  |
|            |            |            |            |            |            |            |            |                        |                        |                        |                        |                        |                        |          |          |                |                |                |                |                |                |  |  |           |           |           |           |           |           |  |  |           |  |              |              |                   |                   |                     |                     |                     |                     |                     |                     |           |           |           |           |           |           |  |  |           |           |           |           |           |           |  |  |  |  |         |         |         |         |         |         |  |  |  |  |  |  |  |  |  |  |  |  |
|            |            |            |            |            |            |            |            | Ipparino               | Ipparino               | Ipparino               | Ipparino               | Ipparino               | Ipparino               |          |          | Niseo          | Niseo          | Niseo          | Niseo          | Niseo          | Niseo          |  |  |           |           |           |           |           |           |  |  |           |  |              |              |                   |                   |                     |                     |                     |                     |                     |                     |           |           |           |           |           |           |  |  |           |           |           |           |           |           |  |  |  |  |         |         |         |         |         |         |  |  |  |  |  |  |  |  |  |  |  |  |
|            |            |            |            |            |            |            |            | Ipparino               | Ipparino               | Ipparino               | Ipparino               | Ipparino               | Ipparino               |          |          | Niseo          | Niseo          | Niseo          | Niseo          | Niseo          | Niseo          |  |  |           |           |           |           |           |           |  |  |           |  |              |              |                   |                   |                     |                     |                     |                     |                     |                     |           |           |           |           |           |           |  |  |           |           |           |           |           |           |  |  |  |  |         |         |         |         |         |         |  |  |  |  |  |  |  |  |  |  |  |  |
|            |            |            |            | 1. Tearide | 1. Tearide | 1. Tearide | 1. Tearide | 1. Tearide             | 1. Tearide             |                        |                        |                        |                        | 2. Dione | 2. Dione | 2. Dione       | 2. Dione       | 2. Dione       | 2. Dione       |                |                |  |  | Arete     | Arete     | Arete     | Arete     | Arete     | Arete     |  |  |           |  | 3. Timocrate | 3. Timocrate | 3. Timocrate      | 3. Timocrate      | 3. Timocrate        | 3. Timocrate        |                     |                     |                     |                     |           |           |           |           |           |           |  |  |           |           |           |           |           |           |  |  |  |  |         |         |         |         |         |         |  |  |  |  |  |  |  |  |  |  |  |  |
|            |            |            |            | 1. Tearide | 1. Tearide | 1. Tearide | 1. Tearide | 1. Tearide             | 1. Tearide             |                        |                        |                        |                        | 2. Dione | 2. Dione | 2. Dione       | 2. Dione       | 2. Dione       | 2. Dione       |                |                |  |  | Arete     | Arete     | Arete     | Arete     | Arete     | Arete     |  |  |           |  | 3. Timocrate | 3. Timocrate | 3. Timocrate      | 3. Timocrate      | 3. Timocrate        | 3. Timocrate        |                     |                     |                     |                     |           |           |           |           |           |           |  |  |           |           |           |           |           |           |  |  |  |  |         |         |         |         |         |         |  |  |  |  |  |  |  |  |  |  |  |  |
|            |            |            |            |            |            |            |            |                        |                        |                        |                        |                        |                        |          |          |                |                |                |                |                |                |  |  |           |           |           |           |           |           |  |  |           |  |              |              |                   |                   |                     |                     |                     |                     |                     |                     |           |           |           |           |           |           |  |  |           |           |           |           |           |           |  |  |  |  |         |         |         |         |         |         |  |  |  |  |  |  |  |  |  |  |  |  |
|            |            |            |            |            |            |            |            |                        |                        |                        |                        |                        |                        |          |          |                |                |                |                |                |                |  |  |           |           |           |           |           |           |  |  |           |  |              |              |                   |                   |                     |                     |                     |                     |                     |                     |           |           |           |           |           |           |  |  |           |           |           |           |           |           |  |  |  |  |         |         |         |         |         |         |  |  |  |  |  |  |  |  |  |  |  |  |
|            |            |            |            |            |            |            |            |                        |                        |                        |                        |                        |                        |          |          |                |                |                |                |                |                |  |  |           |           |           |           |           |           |  |  |           |  |              |              |                   |                   |                     |                     |                     |                     |                     |                     |           |           |           |           |           |           |  |  |           |           |           |           |           |           |  |  |  |  |         |         |         |         |         |         |  |  |  |  |  |  |  |  |  |  |  |  |

### Primi anni

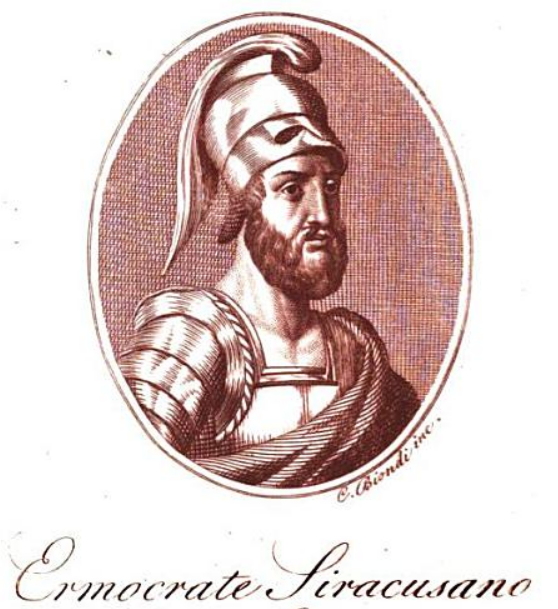
Ermocrate

Dionisio nacque in una famiglia plebea di umili origini e di scarso peso politico della seconda metà del V secolo. Dalle Tusculanae disputationes, trapelano informazioni in parte differenti rispetto alle altre fonti: infatti, per Cicerone, Dionisio nacque tra le mura di una famiglia benestante ma non nobile di nascita (e potrebbe quindi anche accompagnarsi con la tesi di Isocrate, ma non con quella di Polibio). Sulla sua giovinezza, fino alla salita al potere, si conosce molto poco; si sa solo che fu uno scrivano; ciò potrebbe spiegare quel suo forte legame con il mondo culturale e con gli studiosi.
I primi disegni politici si hanno all'età di ventitré anni: egli si fece sentire tra le unità che sostennero Ermocrate e i suoi tentativi di sovvertimento. Ma nell'ultimo decisivo scontro rimase gravemente ferito e si diede quasi per scontata la sua morte. Tutti i ribelli, compreso Dionisio, furono processati ed esiliati. Ciò, però, lascia più dubbi che spiegazioni, infatti nessuno descrive in che modo il tiranno sia riuscito a risollevarsi e ad aggirare i vincoli dell'esilio. La sua salvezza, secondo un'ipotesi abbastanza accreditata, si deve a Eloride di Siracusa, suo padre adottivo che, di famiglia aristocratica, riuscì a cambiare i connotati della figura di Dionisio e a renderla estranea alla società.
Il pericolo dei barbari incombeva già nella sua giovinezza; negli ultimi anni del V secolo i Cartaginesi invasero per ben due volte la Sicilia, conquistando e distruggendo Selinunte, Himera e Akragas. La situazione esigeva, di conseguenza, un capo potente e forte che riuscisse a contrastare la forza degli invasori.
La conquista di Gela da parte di Imilcone II fu il preludio alla sua entrata in campo.

### Prime esperienze politiche
L'esigenza di un nuovo generale che provvedesse ai bisogni della guerra fu senz'altro il motivo e il pretesto con cui Dionisio riuscì a salire al potere. Per mezzo degli appelli demagogici, rivolti in special modo alle classi povere, contro i generali che erano stati incapaci di difendere nel migliore dei modi Gela, Dionisio offrì al consiglio di Siracusa l'occasione per giustiziare i comandanti e agire subito. Cercò di convincere tutti del bisogno di sceglierli tra quelli di animo più nobile, senza rivolgersi ciecamente ai nobili. Fu proprio "Dionisio in veste di oratore" che con la sua politica si alienò il favore dei ricchi sobillando, nel contempo, le masse insoddisfatte. Gli svariati discorsi che declamò ebbero il consenso desiderato; Dionisio raccolse il favore popolare e quello del consiglio, per poi essere eletto legalmente in qualità di polemarco (ovvero "generale bellico") insieme ad altri colleghi.

### Ascesa al potere e tirannide (406/5 a.C.)
(Petrarca, Rime disperse 65-70)
Il favore nei confronti di Dionisio crebbe quando il suo esercito fu mandato a Gela per supplire alla mancanza di uomini nella guarnigione cittadina, minacciata da Imilcone e dai barlumi di una nuova guerra contro i Cartaginesi. Lì, condannò a morte i ricchi della città e divise i loro averi tra la popolazione, riuscendo a duplicare, in tal modo, gli stipendi dei soldati; con questa mossa non solo si guadagnò il sostegno degli uomini armati (sostegno, tra l'altro, importantissimo per instaurare una tirannide) ma anche il favore del demo di Gela che, memore dei ricordi passati, poneva ora poca fiducia negli uomini più potenti.

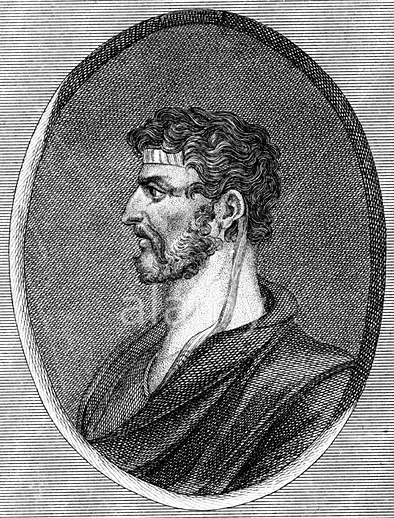
Dionisio tiranno di Siracusa

La sua breve stagione politica lo aveva forgiato; i suoi consensi si estesero tra la popolazione e nel governo, ma egli voleva di più, voleva sentirsi desiderato e salire in questo modo al potere per risollevare Siracusa dalla costernazione in cui era caduta dopo l'esperienza di Akragas. Perciò si dimise dalla carica di polemarco, ammettendo di non voler rischiare nel difendere la sua patria che ormai non lo supportava al meglio nelle sue scelte e nelle sue posizioni. I Cartaginesi erano alle porte della Sicilia e non c'era tempo per discutere, Dionisio appariva ora indispensabile e, come tale, anche un regime di un solo uomo che riuscisse a riunire i Sicelioti come, tanti anni prima, Gelone I fece e confermò con la splendida vittoria nella battaglia di Imera. L'emblema di tutto ciò era proprio Dionisio, e l'assemblea lo elesse in qualità di unico generale con pieni poteri (strategòs autokràtor).
Riuscì così a guadagnarsi un posto di privilegio tra i cittadini, anche se alcuni non lo sostennero per nulla, ma la sua volontà lo spingeva ad assurgere di carica, a diventare tiranno senza avere limiti di governo, ma per arrivare a tanto avrebbe dovuto arruolare dei soldati fedeli ed efficienti. La premura, per lui, non era mai troppa, avrebbe dovuto riuscire nei suoi intenti al primo tentativo, evitando di ricadere negli errori di Ermocrate, con il quale aveva stabilito delle relazioni sposando, nel 405 a.C., la figlia. Organizzò e scelse personalmente le sue guardie del corpo a tale scopo.

I suoi uomini furono concessi dal governo ed erano per la maggioranza mercenari (creando una hetairia ovvero un "esercito privato"), pagati e sostenuti finanziariamente da Filisto di Siracusa, uomo ricco e di nobile nascita che lo sosterrà per tutta la vita. Sarebbe stato necessariamente questo l'unico mezzo con cui avrebbe potuto imporsi come tiranno. Oltre all'hetairia, a Dionisio fu dato il permesso di avere delle guardie del corpo (in totale 1000 uomini dotati di costosi armamenti e delle più grandi promesse) che facilitarono enormemente l'instaurazione della tirannide. Fu così che Diodoro Siculo descrisse lo stratagemma che attuò per avere delle guardie personali:
( Diodoro Siculo, Bibliotheca historica, XIII, 95.)
Completato ormai questo ultimo tassello, si dichiarò apertamente tiranno e giustiziò gli avversari politici, Dafneo e Demarco.

#### Datazione
Il problema della datazione si fa soprattutto sentire in questo periodo, che per molti versi rimane oscuro (si ha, quindi, una carenza di fonti attendibili). Walbank propende ad assumere una datazione meno recente (408/7 a.C.), mentre, secondo l'iscrizione del Marmor Parium (affiancata anche da Diodoro), la datazione tenderebbe a essere più recente (406/5 a.C.). L'ultima data è quella che oggi tende ad avere più credito, ma ciò non esclude la verosimiglianza dell'altra; in questo dibattito, però, si è certi che l'ascesa risalga a prima della fine della seconda guerra del Peloponneso e a prima della battaglia di Egospotami.

### La disfatta di Gela e la Pace di Imilcone (406/5 a.C.)

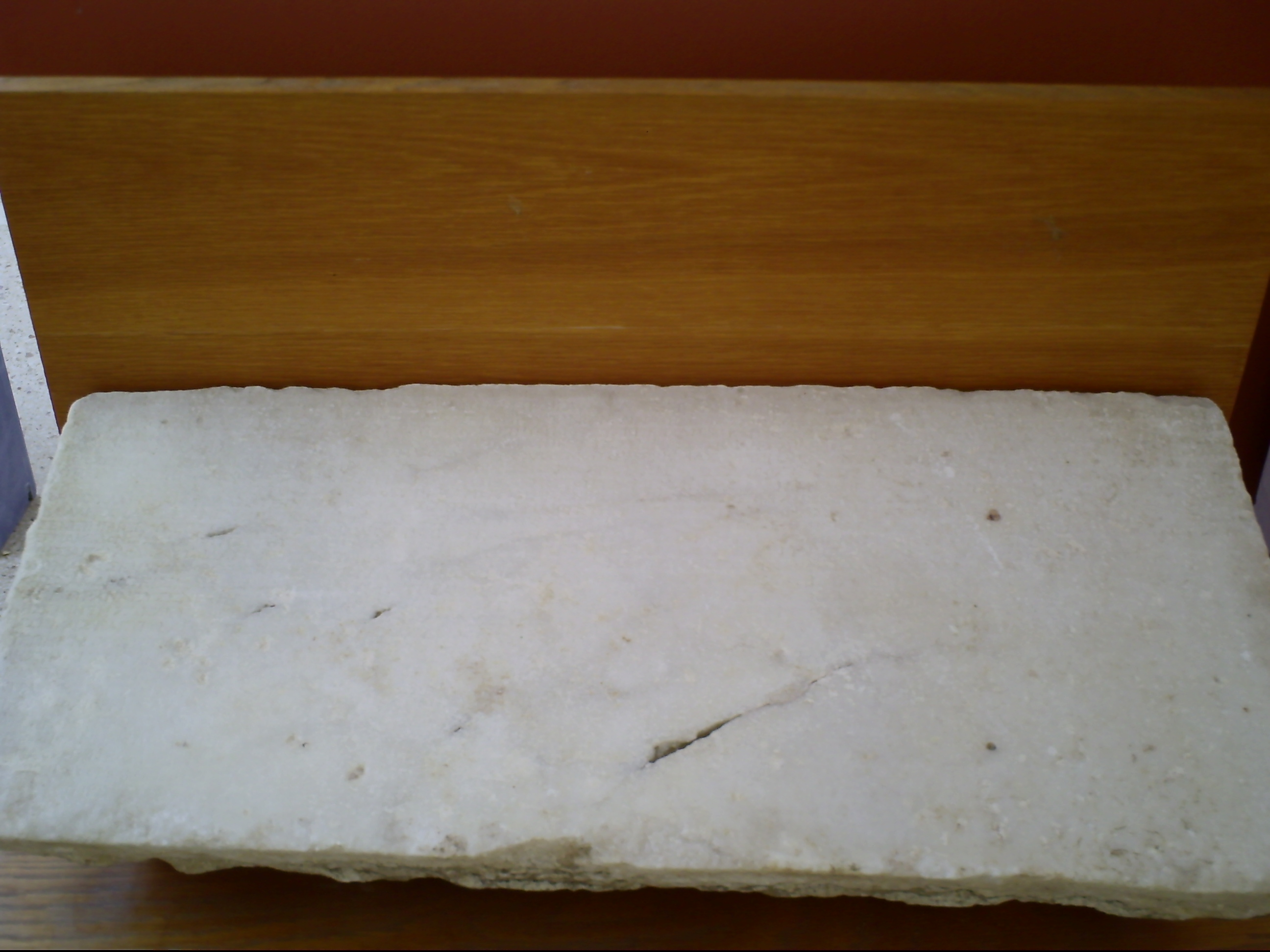
Frammento del Marmor Parium, iscrizione su cui sono riportati, cronologicamente, numerosi eventi della storia greca

Probabilmente nel medesimo anno della presa del potere, nel contesto della seconda guerra greco-punica, il tiranno si fece immediatamente sentire marciando alla volta di Gela, contro i soldati cartaginesi, campani e iberi di Imilcone, con circa trentamila uomini e gli alleati Italioti. È tuttora impossibile ricostruire fedelmente come si svolse la battaglia, la nostra principale fonte, Diodoro, appare in questo capitolo totalmente distante dalla vera realtà dei fatti. Le incongruenze sulla posizione del bivacco punico (che all'inizio sembra posto a ovest del fiume Gela, mentre, dal momento dell'attacco del tiranno, pare proprio essersi trasferito vicino all'altra sponda del fiume) e sulla scelta di ingaggiare battaglia contro un esercito più numeroso sembra paradossale se comparata a Dionisio, che certo non amava le decisioni avventate. Tutte queste incertezze diedero adito alle ricerche degli studiosi e alle loro ipotesi. Perciò, quindi, è meglio non dare sempre assoluta fiducia allo storico, che è spesso l'unica fonte a darci una visione completa degli eventi.

Al di là delle varie congetture resta certa la sconfitta del tiranno che altro non fece che accettare la tregua offertagli da Imilcone, secondo la quale: 
( Diodoro Siculo, Bibliotheca historica, XIII, 114.)
Le condizioni furono umilianti, Dionisio perse laddove fu eletto proprio per sopraffare i Cartaginesi; anche qui però le spiegazioni della ritirata di Imilcone restano oscure, in questo caso si tende a credere alla versione di Diodoro che vide nell'epidemia scoppiata in quel frangente l'unica vera causa.

### La Grande Rivolta (405 a.C.)
( Plutarco, Moralia,  330f.)

Antiche polis della Magna Grecia e della Sicilia greca

Questo smacco e la prima rivolta misero in allarme Dionisio che progettò una serie di presidî intorno all'isola di Ortigia che gli pareva la zona strategicamente più forte e sicura della città. La fortificò tutta, senza badare a spese, creò un arsenale di sessanta triremi nello stesso territorio. Concesse le migliori terre e le donò agli amici e agli ufficiali, le restanti le divise tra i cittadini (compresi gli schiavi chiamati neopoliti).
Per far fronte alla recente disfatta rivolse le sue mire espansionistiche alla polis di Erbesso con l'intento di riuscire in ciò in cui prima aveva fallito, ossia conquistare la Sicilia. Dorico, il designato comandante dei soldati del tiranno, represse con la forza gli animi dei suoi uomini che si erano scaldati a causa della recente ribellione dei cavalieri. Ciò non giovò a Dionisio che si vide nel mezzo di un'altra sedizione, i mercenari, infatti, «inneggiavano alla libertà» e rimpiangevano di non avere sostenuto gli altri ribelli. Il tiranno non esitò a interrompere l'assedio, rivolgendosi subitaneamente a Siracusa e cercando di resistere là, dove aveva costruito le sue fortificazioni. I ribelli richiesero dei rinforzi ai Messeni e ai Reggini che alla fine inviarono meno di ottanta triremi ciascuno, e come guida assunsero il corinzio Nicotele.
Il tiranno si sentì ormai spacciato, le vie di fuga non si presentarono ed egli stava seriamente pensando a come morire. Tuttavia Filisto che gli fece da consigliere, lo implorò di restare a Siracusa per quanto possibile e di non ascoltare i consigli del cognato Polisseno, che gli consigliava, invece, di scappare. Così motivato, inviò un'ambasceria tra i Campani chiedendo loro di assediare i ribelli in città e di scacciarli per quanto possibile. Fu proprio nel momento del bisogno in cui arrivarono i rinforzi richiesti: milleduecento cavalieri Campani e, poco dopo, trecento mercenari (provenienti, forse, dal Peloponneso).
L'agonismo e l'aggressività con cui i ribelli aveva iniziato questa loro sedizione, caricati dal loro capo Nicotele di Corinto, non fecero altro che affievolirsi col tempo; tutti questi, infatti, congedarono i cavalieri e molti di loro ritornarono alle proprie occupazioni. I Campani e gli uomini di Dionisio, che, nel frattempo aveva recuperato il morale, attaccarono in simbiosi i pochi ribelli che erano rimasti, e li vinsero definitivamente con un piccolo scontro presso la Neapolis. Il tiranno fu particolarmente indulgente in questa occasione e permise a tutti gli sconfitti di tornare in città, promettendo loro di dimenticare ciò che avevano fatto; ma, per precauzione, fece infiltrare i suoi uomini nelle case di ogni cittadino e confiscò gli scudi e le armi.
Lisandro, che ormai aveva trionfato sulla Grecia, intrattenne, nel frattempo, delle relazioni con Dionisio (per ottenere un certo controllo sulla Sicilia), inviando un certo Areta (nei tràditi anche Aristo) che si dimostrò un valido sostenitore del tiranno. Secondo invece la versione di Plutarco Lisandro stesso sarebbe giunto a Siracusa.

### Prima spedizione di Sicilia (403/2 a.C.)
Per riscattarsi dalla recente sconfitta contro i Cartaginesi di Imilcone, Dionisio cominciò a espandersi altrove in Sicilia, come prova della sua forza, volendo, in particolare, conquistare le città calcidesi di Nasso, Catania e Leontinoi. Prima di tutto il tiranno puntò su Leontinoi, ma, avendola trovata molto ben difesa, disdisse tutto per volgersi invece su Enna, sostenendo il tiranno locale, un certo Aimnesto.

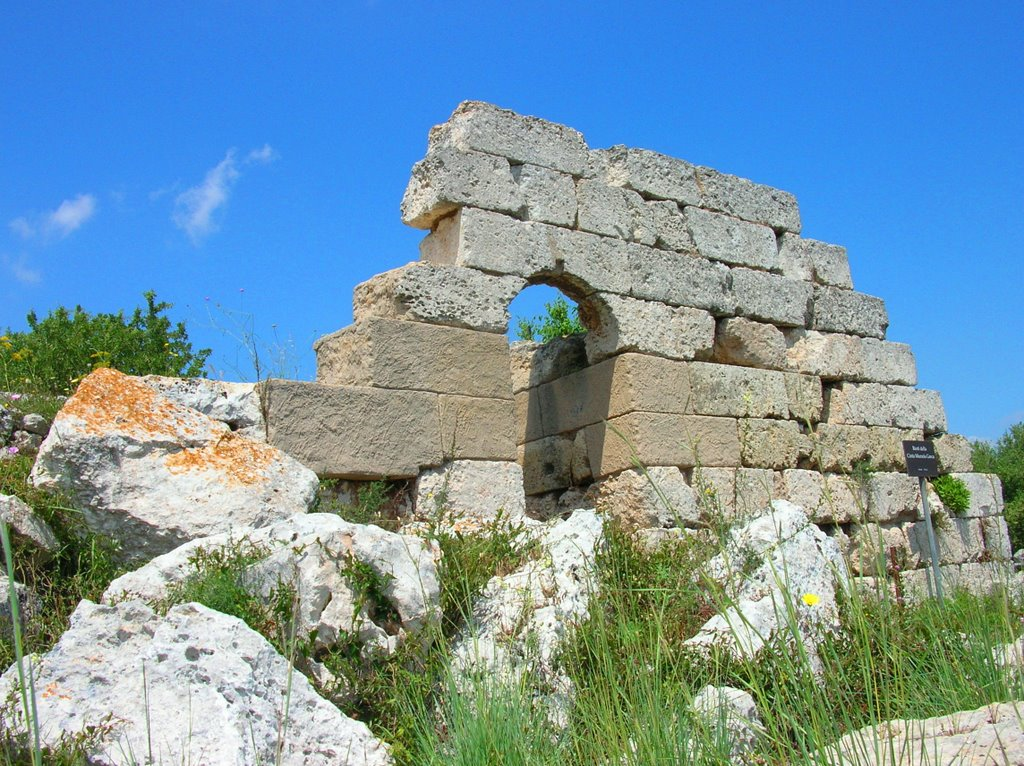
Tratto delle Mura Dionisiane

Alla sua volontà si arresero, senza colpo ferire, le poleis di Catania e Nasso, che furono rase al suolo e donate ai vicini Siculi; Leontinoi, circondata dai nuovi dominî di Dionisio, si arrese al tiranno. Gli Erbitei, che avevano appena stipulato una pace con il tiranno, si sentirono comunque minacciati e non esitarono a fondare una piccola colonia: Alesa Arconidea (dal nome del fondatore), che ben presto raggiunse i livelli di opulenza della madrepatria e, anzi, li superò; per questo decise di interrompere le relazioni con Erbesso e di non riconoscere le origini da questa città, tutto perché non avevano intenzione di avere rapporti con gente così povera.

#### Mura dionigiane
Dionisio, non sentendosi sufficientemente sicuro entro la polis di Siracusa, (dal 402 a.C.) incominciò a edificare un muro a nord, nord-ovest; infatti, da queste stesse posizioni, durante la spedizione ateniese in Sicilia del 415 a.C., gli Ateniesi erano riusciti a penetrare e a mettere in seria difficoltà i Siracusani. Per Diodoro, Dionisio arruolò e raccolse schiere di uomini, per un totale di sessantamila lavoratori, seimila coppie di buoi e molti ingegneri. Nonostante l'enormità del numero di lavoratori, nessuno di questi era uno schiavo. Erano stati messi in palio alcuni premi per chi avesse mostrato di lavorare sodo, tanto che la costruzione del muro di venti stadi (quattro km circa) fu completata in venti giorni, anche se, per la costruzione del tratto di mura più lungo, ci si mise quasi un anno. I Reggini e Messeni, che pure erano in principio animati da velleitarie ostilità nei suoi confronti, sconfortati da tale opera edile, accondiscesero a siglare un patto di non belligeranza.

### Terza guerra greco punica (409-397 a.C.)

#### Prima spedizione contro i Cartaginesi (398/7 a.C.)

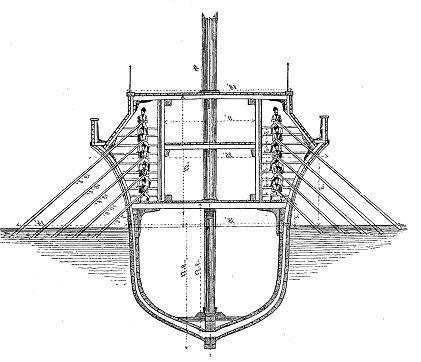
Ricostruzione della struttura di una quinquereme

Dionisio, conscio di affrontare una grande potenza in Africa come in Europa quali erano i Cartaginesi, anche se, dopo le ultime sconfitte dovute alle pestilenze e all'instabilità politica che era sopraggiunta con il declino dei Magonidi, avevano in parte perso il loro antico prestigio. Senza indugiare oltre dal 401 a.C., chiamò a corte i migliori tra gli artigiani d'Italia e di Grecia e cominciò ad arruolare i mercenari.
(Diodoro Siculo, Bibliotheca historica XIV, 41)

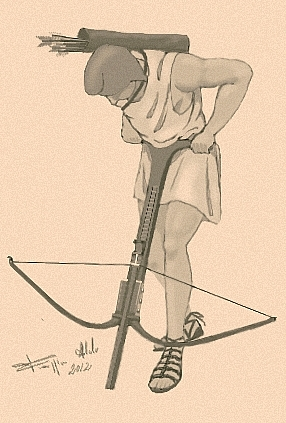
Balista, prototipo della futura catapulta a torsione

Gli artigiani della corte di Dionisio furono ritenuti gli inventori della quadrireme e della quinquereme, anche se Aristotele attribuisce i primi prototipi agli ingegneri cartaginesi.
L'esercito del tiranno era composto per la maggior parte da mercenari provenienti dalla Grecia, tra cui c'erano soldati Spartani, che al tempo imponevano la loro egemonia sulla Grecia. Con il loro generale, Lisandro, Dionisio instaurò buoni rapporti già dal 405 a.C., ma il primo fu comunque ben lieto di cedergli un po' di soldati, allora in ozio, che avrebbero potuto rivoltarsi.
Con le doppie nozze con le figlie del capo di Reggio e di Messàna, Dionisio suggellò l'alleanza contro i Cartaginesi che, d'altra parte, non erano alieni dalle vicende dell'isola, anzi, cominciavano a subodorare i preparativi del tiranno.
Dichiarata manifestamente la guerra, perché Cartagine «teneva in schiavitù» le poleis siceliote, Dionisio si preparò sùbito ad assediare Mozia, colonia dei Cartaginesi, città usata da loro come base strategica per le operazioni di Sicilia. Il viaggio di andata si rivelò ricco di entusiasmo, i Sicelioti erano ben felici di aiutare chiunque si fosse opposto ai barbari; tale fu la partecipazione che tra i mercenari giunsero uomini provenienti da Gela e Akragas, come da Himera, tale fu l'enormità dell'esercito, che le cifre raggiunsero, forse, i trentamila uomini, le duecento navi da guerra e varie catapulte. Con un difficile assedio e una cruenta battaglia, Dionisio riuscì a rompere le difese della città e a conquistarla, ritornando in trionfo a Siracusa.

#### Contrattacco cartaginese (397 a.C.)

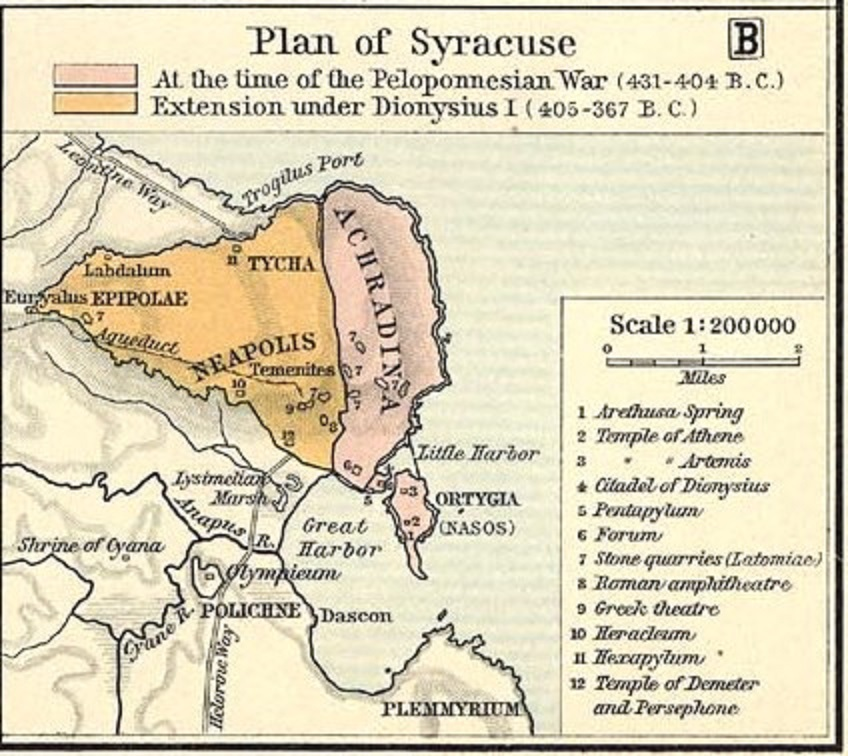
Siracusa

Dionisio era riuscito a sconfiggere e a cacciare definitivamente i Cartaginesi dalla Sicilia, ogni loro città era stata saccheggiata ma Imilcone (che per quell'anno fu ancora eletto come sufeta) non si diede per vinto e fece traghettare meno di centomila soldati dalla Libia per tentare di riprendere i territori precedentemente persi. I soldati riconquistarono prima Erice e poi Mozia, per poi passare a Messina, mentre Dionisio e il suo esercito, che erano, al momento, nella Sicilia orientale, valutarono la situazione e decisero di ritirarsi a Siracusa per difendersi da lì. Messina intanto fu rasa al suolo e i Sicelioti si sottomisero agli invasori, ai Siracusani, in questo momento di difficoltà restavano solo gli alleati: i Lacedemoni e i Campani che da poco si erano trasferiti a Catania.
Vani furono i tentativi di fermare l'avanzata con una battaglia navale presso Catania, le resistenze di Leptine (fratello e luogotenente di Dionisio) fallirono al solo confronto con Magone (luogotenente cartaginese) che si arrestò al solo passare le pendici dell'Etna che aveva appena eruttato. Polisseno, che era stato inviato in qualità di ambasciatore in Grecia e tra i Greci d'Italia, ottenne solo una trentina di navi, mentre Imilcone era in parte entrato in città, aveva saccheggiato tutti i templi e distrutto molte tombe di uomini illustri, tra le quali quella di Gelone; i Cartaginesi aspettavano quindi solo il momento buono per irrompere all'interno.
Tuttavia i Cartaginesi, avendo sottovalutato la calura estiva, il gran numero di soldati e l'insalubrità dell'area, che era paludosa, si trovarono a fronteggiare una pestilenza che mieté molte vittime tra i soldati, cosa che era successo anche agli Ateniesi durante la seconda spedizione in Sicilia. Dionisio, che era stato precedentemente criticato per non avere opposto le dovute resistenze a Imilcone, prese immediatamente in mano le armi e si lanciò contro i soldati e le navi cartaginesi che, non avendo retto al primo e decisivo urto, si diedero alla fuga. La situazione cartaginese stava precipitando, sia in Libia sia in Sicilia, ma il tiranno, non sentendosi ancora sicuro perché temeva ancora le defezioni da parte dell'esercito, non contrattaccò i fuggiaschi ma relegò i suoi mercenari nella città di Leontinoi. Riprese, poco dopo, le redini del governo: stipulò dei patti con i Messeni, gli Erbitei, gli Assorini, gli abitanti di Solunto e quelli di Enna; rinnovò il patto con gli Spartani e sottomise parte della Sicilia con le armi, fino a raggiungere l'estensione territoriale del 402 a.C., dopo la prima spedizione di Sicilia.

### Partecipazione alla Guerra di Corinto (395 a.C.)

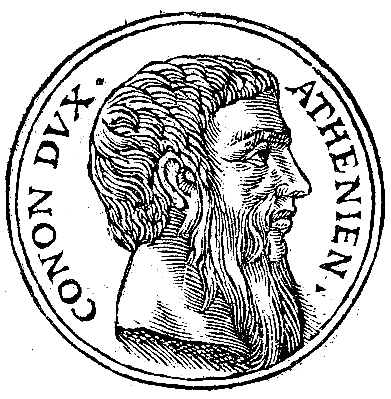
Conone

Gli Spartani, dopo la vittoria della guerra del Peloponneso, si misero ben presto contro quasi tutti i Greci che, aizzati dal sostegno persiano, presero le distanze da Sparta e le dichiararono guerra; Corinto, che prima combatteva a favore della lega peloponnesiaca, con questa guerra le si schierò contro. Questa disposizione risultò problematica per Dionisio che era comunque in debito con Corinto perché aveva fornito dei soldati quando Siracusa fu attaccata dagli Ateniesi e, più recentemente, dai Cartaginesi.
Pare proprio che Dionisio abbia cercato di aiutare i Lacedemoni alla fin fine, anche se rimandò l'invio dei rinforzi. L'ateniese Conone, d'altro canto, fu sempre attratto dall'idea di avere dalla sua parte il sostegno di un tiranno dal quale ricevere rinforzi, dato che egli aveva già sperimentato i vantaggi di stare al fianco di Evagora I, tiranno di Salamina a Cipro. Un decreto ateniese del 394/3 a.C. in onore di Dionisio lo definisce «arconte di Sicilia» e, proprio lo stesso anno, un'ambasceria ateniese gli propose di prendere come sposa la figlia di Evagora.
La posizione dell'ateniese Lisia fu, invece, totalmente opposta a quella di Conone, il primo, infatti, paragonava la pericolosità del tiranno a quella del re di Persia. Ma ciò non frenò in nessun modo Conone che inviò due ambasciatori a Siracusa i quali riuscirono solamente a convincere Dionisio a non schierarsi in favore di qualcuno, almeno per le prime fasi belliche, mentre, poco prima della pace del Re, il tiranno inviò comunque dei contingenti per Sparta nell'Ellesponto e una squadra navale di 20 triremi raccolte da tutte le città greche d'Italia (in particolare Siracusa e Turi) nel 389/8 a.C..
Più tardi, con il medesimo intento di Conone, Isocrate scrisse una lettera a Dionisio (368/7 a.C.). Era certo importante avere un alleato all'infuori della Grecia, ma il tiranno poche volte si limitò a inviare supporti, tutti questi furono inviati alla lega peloponnesiaca con la quale Dionisio strinse pure un trattato. I suoi buoni rapporti con Sparta si mantennero sino alla sua morte (367 a.C.), quando in Grecia l'egemonia tebana rappresentava il più grande pericolo.

### Seconda spedizione di Sicilia (390/89 a.C.)

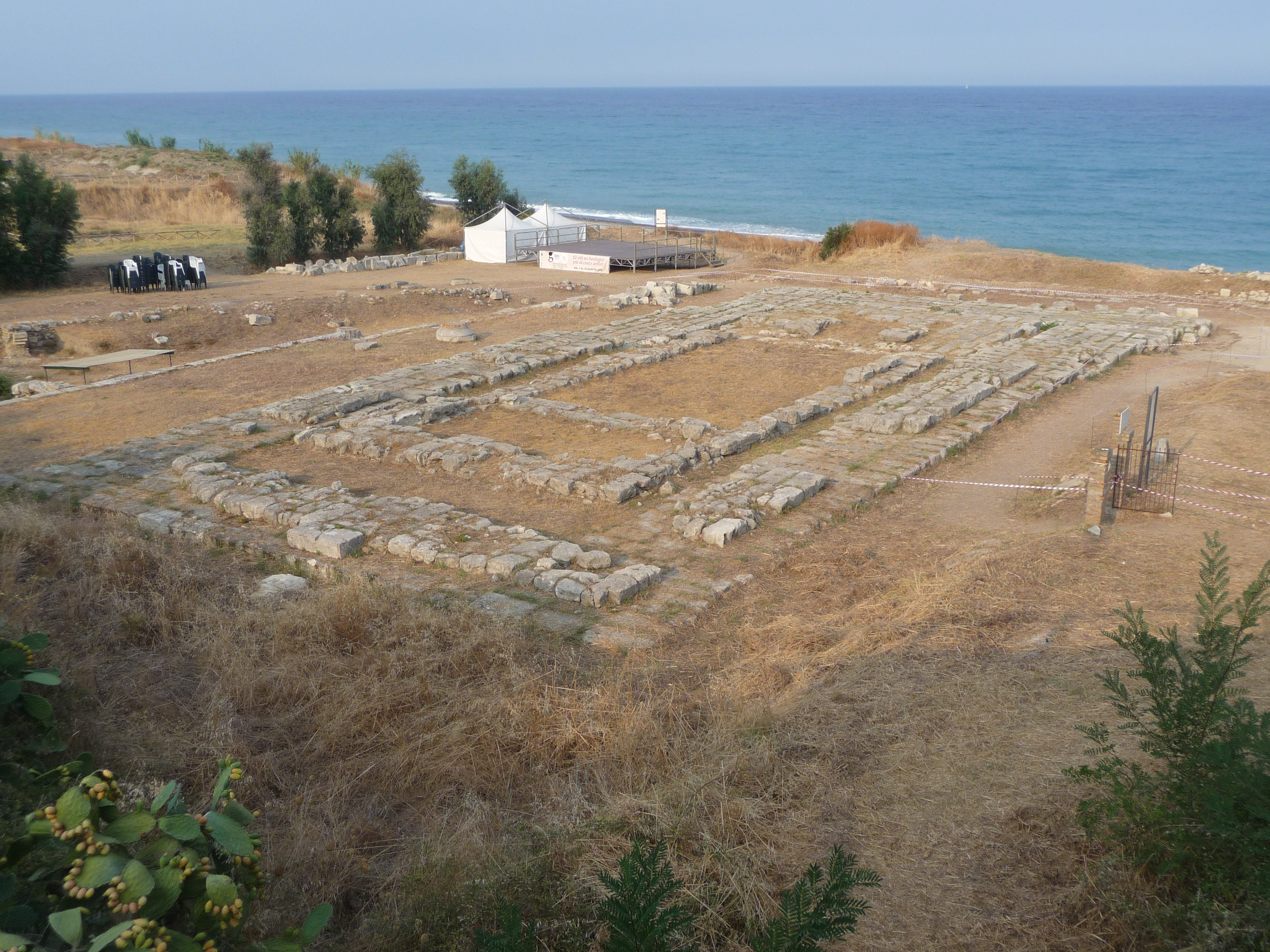
Resti del tempio di Kaulonia Punta Alice

Finita la guerra, nel 393 a.C. Dionisio incominciò a fortificare le polis che aveva riconquistato, ma a Reggio non piacque questa decisione perché gli abitanti si sentivano minacciati dalle opere edilizie di Messina e pensavano che Dionisio stesse tramando di passare nel Bruzio, appena avesse terminato i lavori. I Reggini, perciò, mandarono Eloride di Siracusa, fuggiasco dalla tirannide di Dionisio, appunto per mandare a monte questi piani. Il tiranno si oppose sùbito e, altrettanto velocemente, organizzò un progetto di assedio contro Reggio, ma prima provvide a sedare i Sicelioti di Tauromenio che erano sempre in vena di rivolte perché molto legati ai valori di libertà e d'indipendenza. Tuttavia, nell'inverno di quell'anno, i ribelli batterono l'esercito del tiranno, che riparò a Siracusa, e le polis di Agrigento e Messina si staccarono dall'alleanza con Dionisio, schierandosi con Cartagine che, dopo la disfatta subìta, aveva cominciato a rivedere la luce in Sicilia con il nuovo sufeta Magone. I contrasti con i Cartaginesi si rinnovarono, essi puntavano ad accaparrarsi la fiducia delle polis insofferenti alla tirannide dionisiana. Gli scontri per ora furono di ridotta portata e si venne presto a una tregua, ma non passarono neanche dieci anni, che Magone aprì le ostilità e, con ciò, anche la quarta guerra greco punica.

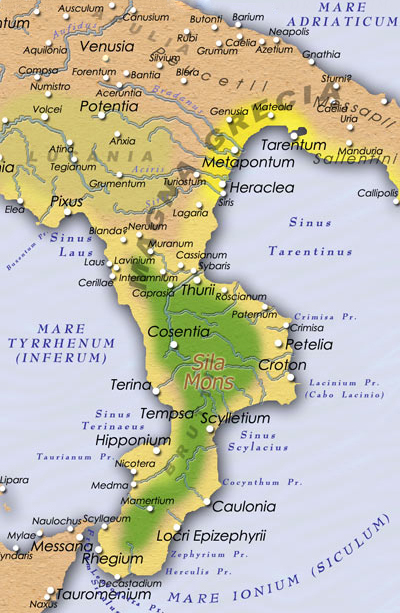
La Magna Grecia

Prima dello scoppio di questa quarta guerra, Dionisio si era già rivolto verso Reggio che, con cento triremi, aveva già messo a ferro e fuoco. I Greci d'Italia erano ben consci del pericolo e, proprio in questo anno, istituirono una lega che aveva come principale obiettivo quello di difendersi dai Lucani e dai Siracusani.

Tre spedizioni si ebbero contro Reggio (392; 391; 389 a.C.) l'ultima delle quali portò alla battaglia dell'Elleporo e alla vittoria del tiranno sulla polis di Reggio e sulla Lega Italiota che fu asservita al suo volere. Dionisio, però, al contrario di ogni previsione: 
(Diodoro Siculo, Bibliotheca historica XIV 105)
Reggio si arrese a dure condizioni e gli abitanti furono resi prigionieri, Caulonia e Ipponio furono poi rase al suolo e il territorio donato ai Locresi. La stessa Lega Italiota fu asservita al tiranno e il suo "impero" raggiunse la massima estensione. Come spartiacque tra i suoi domini e i Lucani, che da alleati stavano divenendo nemici, fu costruito un muro passante per Scillezio. La funzione di queste mura è paragonabile a quelle delle lunghe mura di Atene, ossia collegare i territori al di là dello stretto di Messina con Siracusa.

### La colonizzazione dell'Adriatico (388 - 383 a.C.)

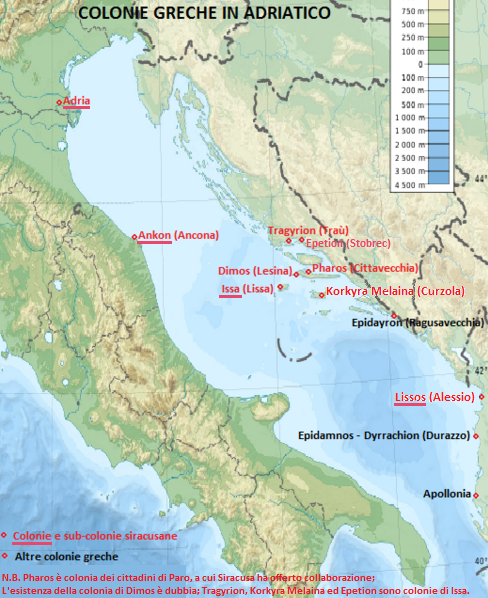
Colonie siracusane in Adriatico (in rosso)

Intorno al 387-385 a.C., Dionisio intraprese un intenso programma di colonizzazione dell'Adriatico per una serie di motivi: dominare le rotte navali dirette verso i ricchi mercati granari del delta padano, conquistare l'Epiro e arrivare alle ricchezze dei templi di Delfi. Per far ciò Dionisio strinse un patto con gli Illiri e i Senoni.
Per perseguire questi obiettivi Dionisio fondò in Italia Ankón (attuale Ancona, colonia popolata con esuli politici), e Adrìa (attuale Adria); in Dalmazia Issa (attuale Lissa) e in Albania Lissos (attuale Alessio). Dionisio inoltre favorì la fondazione, da parte dei cittadini di Paro, della colonia di Pharos (attuale Cittavecchia di Lesina), nell'isola di Lesina, ove secondo alcuni sorgeva anche Dimos (l'attuale città di Lesina).
La colonia siracusana di Issa a sua volta fondò Tragyrion (attuale Traù), Korkyra Melaina (attuale Curzola) ed Epetion (attuale Stobreč, sobborgo di Spalato). Tragyrion, infine, potenziò l'emporio greco di Salona.
Con questo programma di colonizzazione Dionisio riuscì effettivamente ad assicurarsi un controllo totale sulle rotte adriatiche che portavano il grano padano verso la Grecia, permettendo così a Siracusa e all'intera Sicilia di competere con gli Etruschi in questo commercio. Da Strabone, sembra che Dionisio sia riuscito ad arrivare fino in Corsica con la flotta. Il tiranno infine stipulò un'alleanza con i Galli Senoni, che, precedentemente, erano scesi nella penisola italiana e avevano saccheggiato Roma e occupato il Piceno settentrionale.

### Quarta guerra greco punica (383-367 a.C.)
Con le nuove colonizzazioni, Dionisio riuscì a far aumentare le entrate di denaro e a sfruttare i nuovi introiti per arruolare soldati necessari a fronteggiare Cartagine, che dava ancora segni di vitalità in Sicilia con l'alleanza con gli Italioti. Magone fu eletto come capo della resistenza all'invasione ma, ben presto, fu ucciso nella battaglia di Cabala, dove Dionisio trionfò di misura. La stessa soluzione non si ebbe nella battaglia di Monte Kronio, dove i Cartaginesi fermarono altresì l'invasore. Questi ultimi accenni di sfida non portarono a niente, i confini, precedenti all'inizio della guerra, furono ripristinati e Dionisio fu costretto anche a versare mille talenti per l'indennità di guerra.
Pare che il tiranno continuasse sempre e comunque ad agire contro i Greci d'Italia, in particolare contro Thurii (l'antica Sibari). L'ultima tra le sue imprese si riversò sempre sui Cartaginesi, ma l'inverno mise fine alle azioni militari e, poco dopo, anche alla sua vita.

## Politica interna
Dionisio I diede prova, in molteplici occasioni, della sua grande abilità di statista; egli si proclamò "Stratega Autocrate" e "Arconte di Sicilia", superando la vecchia Egemonia di Siracusa sulle altre polis siceliote che aveva caratterizzato il regno dei suoi predecessori. Dionisio può a ragione definirsi quale vero fondatore del primo Stato unitario di Sicilia, con lui le poleis siceliote vennero unificate in un'unica amministrazione statale sotto il governo di quello che fu via via sempre meno il tiranno di una città e sempre più il vero e proprio monarca di un vasto regno.
A differenza dei suoi predecessori, non abolì le assemblee popolari e le magistrature elettive, ma le svuotò del loro potere effettivo facendovi eleggere sempre uomini a lui fedeli e ciò accadde sia a Siracusa (ormai vera e propria capitale di un vasto Stato) sia in tutte le altre città siceliote incluse nei suoi domini. Dotò il suo regno di un sistema fiscale efficiente che sapeva raccogliere e convogliare nella reggia di Siracusa la decima su tutti i raccolti. Tutto ciò fece sì che, già nel 390 a.C., il Regno siceliota di Dionisio I, esteso stabilmente sulla Sicilia orientale, sulla parte centrale dell'isola (abitata dai Siculi e in parte dai Sicani), sulla Calabria meridionale, con le città di Reghion e Locri, fosse una potenza politica, economica e militare di tutto rispetto nell'ambito del Mediterraneo, capace di mettere in piedi e mantenere un vero e proprio impero coloniale.
(Plutarco, Opere morali 334a)
Le guerre che Dionisio intraprese furono costose e il tiranno necessitò continuamente di maggiori fondi da cui trarre il necessario per combattere. Per ovviare a questo inconveniente, sembra proprio che avesse indetto una riunione per trovare i fondi necessari alla costruzione di una flotta e sembra che li abbia estorti con l'inganno dalle mani dei cittadini (403 a.C.). Tale era il bisogno di rinvigorire le casse del proprio impero, che indisse un'asta per vendere i suoi mobili e impose una nuova imposta contro chi non allevava ovini e bovini, dato che al tempo non ve ne erano in abbondanza. Ciò fece, e subito molti andarono a comprare questi animali ma, senza neanche averli curati come si deve, eliminò la restrizione facendo in tal modo infuriare i cittadini.
Dionisio, sempre in cerca di denaro, in parte lo trovò quando prese Reggio e vendette i prigionieri, in parte quando saccheggiò i templi della propria capitale: Siracusa. Non si è certi sul fine ultimo di questi vandalismi: non si sa se fossero deliberatamente dannosi alla comunità o se questi avessero un fine che va oltre ciò che le fonti ci raccontano. Dalla testimonianza di Diodoro, invece, pare che il tiranno non sentisse il peso della crisi finanziaria, dato che, egli scrive, inviava regolarmente offerte votive a Olimpia.
In ogni modo, i Siracusani cominciarono apertamente a non vedere di buon occhio il tiranno, come anche prima, con sospetto latente, facevano; le empietà di Dionisio nei confronti delle divinità si fanno strada dallo pseudo-Aristotele, per giungere anche nel mondo romano con Cicerone, Strabone, fino a Eliano, secondo il quale Dionisio profanò i beni di tutti i templi della città, causa per la quale rimase inviso ai Siracusani.

### Morte (367 a.C.)
Esistono diverse versioni sulle circostanze della morte di Dionisio:
- Secondo Giustino-Trogo[127], Dionisio, indebolito e già di per sé sconfitto, fu ucciso a tradimento dai suoi, preoccupati dai sogni utopici del tiranno che rischiava di portare Siracusa sull'orlo del precipizio.
- Secondo Diodoro Siculo[120], Dionisio stette male per essersi ubriacato in un banchetto e, nel giro di pochi giorni, morì.
- Secondo Timeo di Tauromenio[128], a Dionisio fu somministrato, sotto sua richiesta, un sonnifero che alleviò il dolore della morte.
- Secondo Cornelio Nepote[129], invece, fu il figlio di Dionisio, il futuro Dionisio II, che avrebbe espressamente richiesto di dare il sonnifero al padre, ormai in fin di vita.

## Dionisio e la cultura

### Personalità

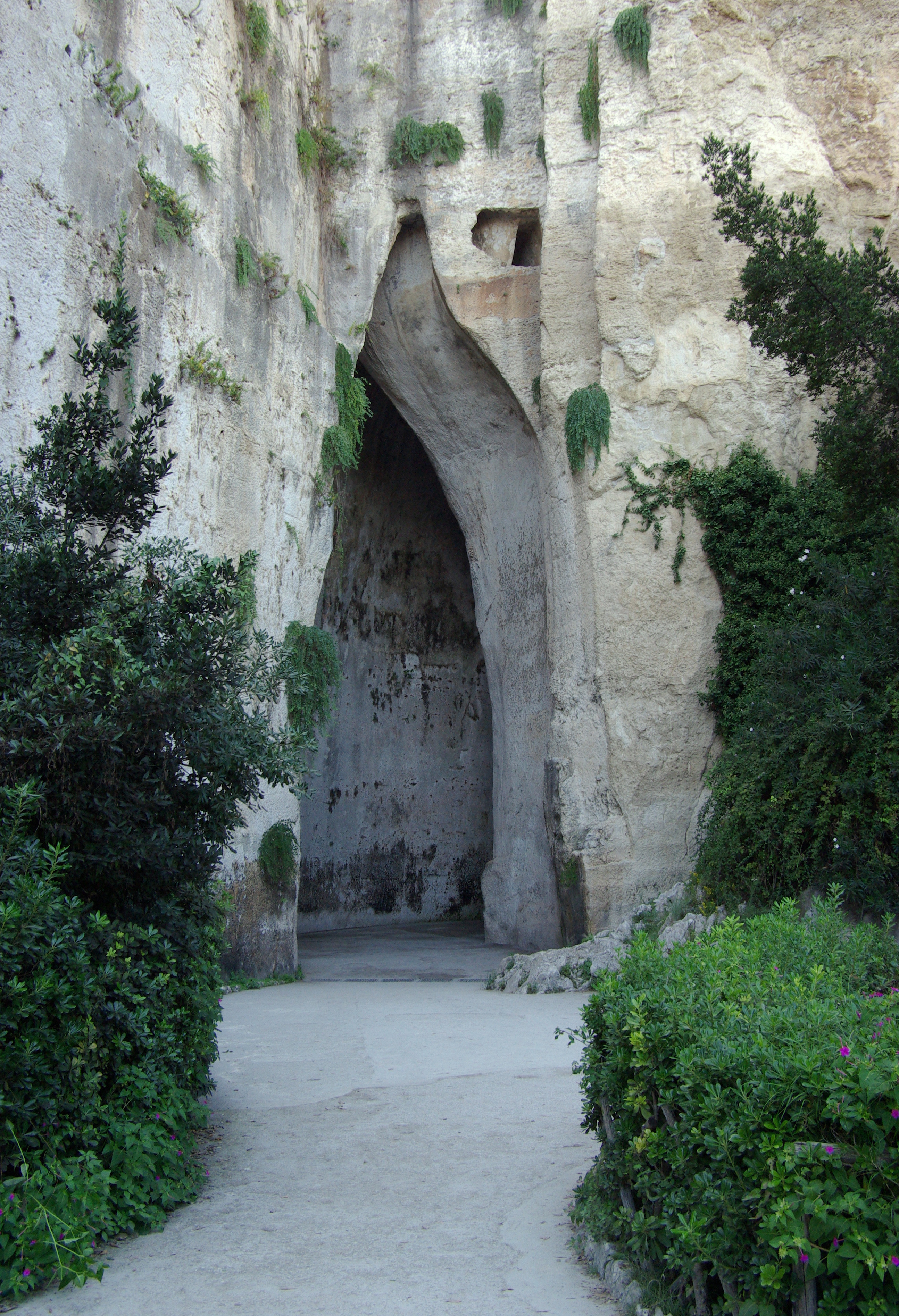
L'Orecchio di Dionisio (Siracusa)

Dionisio coltivava una segreta passione per i cavalli e l'ippica e fece importare i migliori cavalli di tutto il Veneto.
Scrisse Eliano «Dionisio di Sicilia esercitava personalmente la medicina con passione: sapeva curare, incidere, cauterizzare e tutto il resto». Si narra anche che Dionisio amasse molto bere il vino.
Ciò che sorprende molto, è che Dionisio fu sempre un codardo e vari aneddoti lo dimostrano. Per Plutarco, Diodoro e Cicerone «Dionisio, che temeva il rasoio del barbiere, si bruciava da sé la barba con un tizzone ardente». Dionisio era, inoltre, diffidente verso tutti: fratelli, sorelle e persino nei confronti della moglie più amata, perciò aveva assunto delle guardie per perquisirli prima di vederlo.
Alcune fonti dicono che Dionisio, sul finire della sua vita, stesse per perdere totalmente la vista e diventare cieco.
Pare, inoltre, che Dionisio avesse ucciso la madre con il veleno e avesse pure lasciato morire il fratello Leptine in battaglia, anche se Diodoro Siculo esclude che la morte del fratello sia da imputare al tiranno, anzi, conferma che il valore dimostrato nella battaglia di Monte Kronio fu impareggiabile e come tale venne riconosciuto da Dionisio.
Il poeta Filosseno di Citera visse per un certo periodo alla corte di Dionisio e, secondo una leggenda, fu da quest'ultimo rinchiuso nelle latomie per aver espresso giudizi severi sui tentativi poetici del tiranno. Seconda la tradizione, Dionisio origliava i discorsi dei prigionieri dal cosiddetto "Orecchio di Dionisio", una imponente grotta artificiale.. Tra le altre persone di corte, Aristippo scrisse dei lavori intitolati: Sentenza per Dionisio e Sulla figlia di Dionisio.

### Dionisio tragediografo
(Diodoro Siculo, Bibliotheca historica XV, 74)
Dionisio fu un sovrano che amava circondarsi di grandi intellettuali e poeti. Il suo interesse per le arti è anche dimostrato dal fatto che scrisse lui stesso delle tragedie di cui ci rimangono i titoli: Adone, Alcmena, Leda e Il riscatto di Ettore. Sembra che durante il 387/6 a.C. Dionisio cominciasse a scrivere le sue tragedie perché aveva tempo libero da spendere ora che le ostilità con i Cartaginesi erano cessate. Durante il 367 a.C., Dionisio aveva fatto rappresentare una sua tragedia alle Lenee ed era riuscito a vincere.
Un aneddoto sulle sue opere è raccontato da Diodoro Siculo: Dionisio fece recitare ai suoi attori i suoi carmi durante i giochi di Olimpia del 388/7 a.C., ai quali partecipò pure l'oratore Lisia che incitò il pubblico a reagire contro quei versi, vero e proprio oltraggio nei confronti della tragedia e dei tragediografi. Il tiranno mandò pure la propria squadra di quadrighe a gareggiare ma sembra che queste siano poi catastroficamente finite fuori pista, prima del termine della gara; ironicamente Diodoro attribuisce la colpa di questo incidente ai pessimi versi di Dionisio che avrebbero fatto perdere la gara alle quadrighe e, poi, naufragare la flotta, preposta al loro trasporto, durante il viaggio di ritorno.
Gli unici frammenti a noi rimasti delle tragedie sono questi:
(Stobeo, Florilegium, tit. CV, 2 attribuibile a Leda)
Di sede incerta:
(Ateneo, Dipnosofisti, IX, 65)
(Stobeo, Florilegium, tit. XXXVIII, 2-6)

### Dionisio e Platone
(Diogene Laerzio, II, 61)

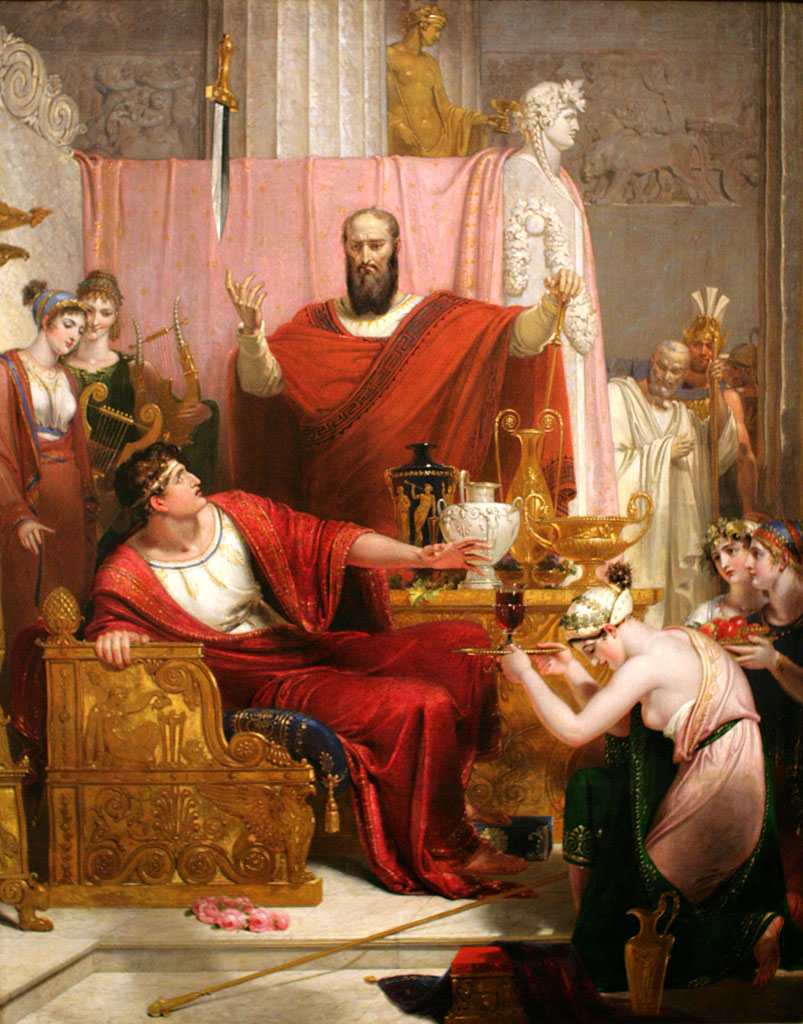
Dionisio e la spada di Damocle, scena rappresentata da Richard Westall (1812)

Uno dei motivi per cui è ricordato Dionisio fu il clamoroso gesto di vendere come schiavo Platone dopo aver avuto una serie di colloqui con lui. Platone dopo essere sopravvissuto alla disavventura, grazie all'intercessione di Archita amico di entrambi, tornò ad Atene dove ricevette una lettera di Dionisio in cui chiedeva di non parlare male di lui. Diogene Laerzio parla del dialogo avvenuto tra i due:
(Diogene Laerzio, III, 18)
(Diogene, IV, 11)

## Monetazione al tempo di Dionisio I
| Decadramma dionigiano                                                                               | Decadramma dionigiano                                                      |
| --------------------------------------------------------------------------------------------------- | -------------------------------------------------------------------------- |
| |                                                                            |
| Testa di Aretusa coronata di canne e circondanta da delfini. In alto a destra la scritta ΣΥΡΑKOSION | Quadriga al galoppo con auriga coronata da Vittoria alata. Sotto il Trofeo |
| Decadramma della prima età dionigiana (406-395 a.C.)                                                |                                                                            |

Risalgono al tempo di Dionisio I due nominali in bronzo. Il più grande pesa circa 40 g e reca nel diritto una testa elmata di Atena, secondo il modello dello statere d'argento (o didramma) di Corinto, il rovescio mostra due delfini ai lati di una stella.
Il nominale più piccolo ha la stessa testa sul diritto e sul rovescio un ippocampo e pesa circa 8 g. La più piccola è un tetrante e cioè un quarto del pezzo più grande. Questa monetazione è la dimostrazione di un'operazione finanziaria attuata con grande attenzione e modernità dal tiranno. Infatti il rapporto 1/4 si aveva tra dracma e litra, d'argento mentre la litra di bronzo di circa 36 g era suddivisa in quattro e ne era coniato un quarto. Analisi sperimentali hanno dimostrato che non vi è nessuna possibilità di identificare la litra di bronzo con la dramma.
Prima di Dionisio la litra di bronzo in Sicilia ha subito una riduzione nel tempo da circa 108-106 a 36 g. Contemporaneamente lo statere di Corinto del peso di 8,5 g si sostituì al tetradramma d'argento (di norma 17,5 g). Il fenomeno non risulta normato da alcuna fonte né documento ma dai rinvenimenti attestati sembra implichi una profonda riforma che investe tutto il mediterraneo occidentale e la Sicilia.

## Aneddoti su Dionisio
Il sogno della madre di Dionisio
Cicerone nel De divinatione (I, 39), rifacendosi a Filisto, racconta che la madre di Dionisio durante la gravidanza sognò di partorire un piccolo satiro. I Galeoti, celebri indovini degli Iblei che in futuro verranno consultati dallo stesso Dionisio, lo interpretarono come un presagio di potenza e fortuna, rispondendole che:
(Cicerone, De divinatione, I, 39)
Il sogno della donna d'Imera
Valerio Massimo nella sua opera Factorum et dictorum memorabilium libri IX (I, 7, ext. 6) racconta un sogno profetico fatto su Dionisio quand'egli era ancora un privato cittadino. Narra lo storico romano che una donna d'Imera di nobile famiglia sognò di salire in cielo, accompagnata da un giovane. Entrata nelle stanze dove risiedevano le divinità, la donna vide la figura di un uomo aitante, biondo, lentigginoso, che era legato con delle catene di ferro ai piedi del trono di Giove. Quando la donna chiese alla guida che l'accompagnava chi fosse quell'uomo, le rispose che
(Valerio Massimo, I, 7, ext. 6)
Il giorno dopo la donna raccontò pubblicamente il suo sogno, che si avverò.
(Valerio Massimo, I, 7, ext. 6)
E quando Dionisio, appena divenuto tiranno di Siracusa, oltrepassò trionfante le mura d'Imera tra la folla che lo acclamava, la donna lo riconobbe e gridò che egli era colui che le era apparso in sogno come profezia di sventura. Venutolo a sapere, il tiranno la fece uccidere.
Le api e il cavallo
Sempre Cicerone narra che quando Dionisio non era ancora al comando, un giorno ebbe un incidente a cavallo; non riuscì a riemergere dal fango nel quale lui e l'animale erano finiti, così dopo vari sforzi decise di abbandonarlo. Incamminatosi udì un nitrito e voltandosi vide il proprio cavallo venirgli incontro, vigoroso e circondato da uno sciame d'api sulla criniera. Le api rappresentarono la sua fortuna, infatti, poco tempo dopo incominciò il suo regno. Claudio Eliano aggiunge che quando egli montò a cavallo, le api si affollarono sopra la sua mano; segno che interpretarono come imminente ascesa al potere. Ed egli infatti sarebbe divenuto presto monarca assoluto.
Damone e Finzia
La leggenda Damone e Finzia narra di due cari amici che si recano a Siracusa; qui, Finzia contesta il dominio tirannico di Dionisio e per questa ragione viene condannato a morte. Finzia chiede che gli sia permesso di fare ritorno per un'ultima volta a casa, per salutare la sua famiglia ma Dionisio rifiuta, convinto che Finzia ne approfitterebbe per fuggire. Damone quindi si offre di prendere il posto di Finzia mentre questi è via: Dionisio accetta, a condizione che, se Finzia non dovesse fare ritorno, Damone verrà giustiziato al suo posto. Finzia parte; tuttavia, il tempo passa e Finzia non ritorna, così giunto il giorno dell'esecuzione, Dionisio dà il via ai preparativi per uccidere Damone, deridendolo per la sua eccessiva fiducia nell'amico. Ma prima che il boia esegua il suo compito, Finzia arriva sulla scena scusandosi con Damone per il ritardo, spiegando che la nave su cui si trovava per tornare a Siracusa era stata colta da una tempesta, e poi era stato aggredito da dei banditi. Stupito e per questa prova di lealtà, Dionisio decide di perdonare entrambi e chiede anche di poter diventare a sua volta loro amico.
La prelibatezza degli Spartani
Il brodo nero era il piatto più rappresentativo della cucina spartana. Un giorno il tiranno siracusano, al quale gli Spartani parlavano sempre di questa loro specialità culinaria, decise di volerla assaggiare; essendo in buoni rapporti con l'alleata peloponnesiaca, chiamò alla sua corte un cuoco lacedemone per farsela preparare ma, dopo averne portato alle labbra una prima cucchiaiata, l'allontanò da sé nauseato e mostrò il proprio disappunto. Lo spartano posto ai fornelli molto candidamente gli rispose che non poteva apprezzare questa pietanza perché non si era prima bagnato nell'acqua dell'Eurota, non aveva corso per cacciare e non aveva patito la fame e la sete che tutti gli Spartani affrontavano regolarmente e con entusiasmo.
In sostanza, la cucina siracusana era, come la definiva Platone, troppo evoluta e confortevole per essere in grado di assaporare i semplici e poveri piatti dell'eroica tradizione greca.

## Dionisio nella cultura di massa
- È un personaggio del racconto Giapponese Corri Melos! di Osamu Dazai.
- La figura di Dionisio ha ispirato la ballata di Friedrich Schiller Die Bürgschaft (La malleveria).
- Lo scrittore Valerio Massimo Manfredi ne ha tratto un romanzo storico intitolato Il tiranno.
- Damon and Pythias è un cortometraggio muto del 1908 diretto da Otis Turner che riguarda la leggenda di Damone e Finzia. Dallo stesso regista uscirà il remake nel 1914. Sulla stessa vicenda nel 1962 uscirà il film italo-americano Il tiranno di Siracusa diretto da Alberto Cardone e Curtis Bernhardt.